# Klaus Müller-Dethlefs
Klaus Müller-Dethlefs (* 1950 in Wilster) ist ein deutscher Physiko-Chemiker.

## Leben
Klaus Müller-Dethlefs studierte nach dem Abitur (1968) am Helmholtz-Gymnasium in Dortmund Physik und Chemie an der Georg-August-Universität Göttingen mit einem Diplom als Chemiker 1975. Danach ging er an das Imperial College London, an dem er 1979 bei Felix Weinberg mit einer Dissertation über Rußentwicklung in Flammen promoviert wurde. Als Post-Doktorand war er bei der ONERA bei J.-P. Taran und arbeitete über genaue Bestimmung von H2 und C2 in Flammen mit CARS-Spektroskopie. Ab 1980 leitete er eine Forschungsgruppe am Institut für Physikalische Chemie der TU München bei Edward W. Schlag. Dort entwickelte er 1984 das ZEKE-Spektroskopieverfahren und habilitierte sich 1991. Er wurde 1995 Professor an der University of York, an der er 2001 Direktor des Zentrums für Laserspektroskopie und Photochemie wurde. 2004 wurde er Professor an der University of Manchester und Direktor des dortigen Photon Science Institute.
1985 war er Gastprofessor an der Université de Bourgogne (Laboratoire Spectronomie Moleculaire et Instrumentation Laser, SMIL) in Dijon und 1992 am Laboratoire Aimé Cotton des CNRS in Orsay. 1998 war er Gastprofessor am Institut für Atom- und Molekülphysik in Taipei und 1999 am Institut für Molekülphysik in Okazaki. 2002 war er Gastprofessor an der Universität Hongkong, 2007 Miller-Gastprofessor an der University of California, Berkeley und 2010 JSPS Gastprofessor am Tokyo Institute of Technology in Yokohama.

## Werk
1984 entwickelte er die mit Edward Schlag die ZEKE (Zero Electron Kinetic Energy) Spektroskopie, ein laserspektroskopisches Verfahren bei dem  Elektronen sehr geringer kinetischer Energie nahe Resonanz-Ionisation eingesammelt werden mit einem pulsierenden elektrischen Feld.
Er befasste sich mit Laserspektroskopie, hochangeregten Zuständen (Rydberg-Zustände), Ionisierungsenergien und Photoionisation, Cluster von Molekülen und Ionen und nicht-kovalenten Wechselwirkungen bei Molekül-Clustern (wie van der Waals Kräfte und Wasserstoffbrückenbindung).

## Ehrungen und Mitgliedschaften
1994 erhielt er den Rudolf-Kaiser-Preis und 2000 den Tilden Prize. 2001 erhielt er als Erster den Hertzberg Memorial Prize und wurde Fellow des National Research Council von Kanada.

## Schriften (Auswahl)
- mit E. W. Schlag: High-Resolution Zero Kinetic Energy (ZEKE) Photoelectron Spectroscopy of Molecular Systems, Annual Review of Physical Chemistry, Band 42, 1991, S. 109–136.
- mit O. Dopfer, T. G. Wright: ZEKE spectroscopy of complexes and clusters, Chemical Reviews, Band 94, 1994, S. 1845–1871
- mit Pavel Hobza: Noncovalent interactions: a challenge for experiment and theory, Chemical Reviews, Band 100, 2000, S. 143–168
- mit Pavel Hobza: Non-covalent interactions: theory and experiment, Royal Society of Chemistry 2010